# Lu-Tze
Lu-Tze es un personaje ficticio que aparece en tres novelas de la saga Mundodisco de Terry Pratchett: Dioses menores, Ladrón del Tiempo y Night Watch.
Es un pequeño hombre flaco que era de cierta manera genéricamente étnico, un poco calvo, con una barba a mechones, vestido con una túnica que alguna vez había sido blanca antes de terminar con manchas y parches, un trozo de cordel por cinturón para mantener cerrada la túnica, sandalias reparadas con cordel y una amigable sonrisa.
Pertenece a los monjes guerreros de la Orden de Wen, (conocidos como los Monjes de la Historia), aunque oficialmente no es un monje sino un barrendero, es conocido y respetado por sus grandes hazañas.

## Descripción
Lu-Tze es el agente de campo e instructor más antiguo de la orden de Wen, por sus manos han pasado la mayoría de los discípulos que posteriormente se han convertido en altos cargos o prodigios de la orden, también en ocasiones se le encargó entrenar a la élite de los novicios, aunque en estas ocasiones sostiene que otros ya los habían entrenado y él solo se limitó a intentar reparar el daño que habían causado.
Su apariencia es la de un anciano de barba desordenada e irregular, con una túnica blanca vieja y remendada propia de los barrenderos del templo, siempre llevando consigo una escoba de paja destartalada; su rostro es étnicamente indefinido, lo que le es útil para entrar en cualquier sociedad o lugar del mundo y pasar desapercibido durante los trabajos de campo. Si bien es un hombre con más de setecientos años y el aspecto de uno de ochenta, su estado físico es envidiable, pudiendo correr, trabajar e incluso pelear.
Es considerado la segunda figura de respeto más alta después del Abad de la orden, a pesar de que no posee ningún título ni cargo, pero es conocido por todos como el hombre capaz de entrar en algunos de los más complicados nudos del tiempo y desentrañarlos, esquivar constantemente el tráfico sobre la encrucijada de la historia, desviar el tiempo con una palabra y usarlo para desarrollar las artes más sutiles de batalla.
Aunque él mismo se encarga que los rumores sobre sus logros y habilidades estén en duda si se trata de verdades, mentiras o exageraciones en realidad es un maestro en los estilos de pelea más letales 
del disco, entre ellos se cuenta el Okidoki, Shiitake, Upsidazi, Tung-pi y el insuperable, letal y perdido arte del Déjà-fu.
Su personalidad es un contraste que le ha llevado a ganar tanto el aprecio como la enemistad de mucha gente, sin embargo todos están de acuerdo que el aprecio de Lu-Tze por una persona es inversamente proporcional al estatus y educación que este posea, de forma que en general se siente cómodo entre la gente humilde y los sacerdotes de más bajo rango o los agente de campo, mientras que los altos monjes dedicados estrictamente al trabajo intelectual solo obtienen de él comentarios y actitudes irónicas, haciendo que muchos de ellos pasen gran parte de su vida esperando un error de Lu-Tze el cual recriminarle o que lo haga sufrir, pero este nunca llega.

## Historia
A pesar de ser considerado prácticamente el brazo fuerte y la mejor arma de la orden, Lu-Tze no es realmente un monje. Dentro del monasterio existen dos tipos de individuos, los primeros son los monjes y un segundo y más humilde grupo, los barrenderos, individuos contratados para mantener la limpieza dentro del monasterio, generalmente considerados inferiores por los monjes y muchas veces despreciados y humillados por ellos, por lo que es normal que su existencia no llame la atención y sean completamente ignorados. Lu-Tze pertenece realmente a este segundo grupo, habiendo ingresado en los inicios de la orden como un barrendero, pero aprovechando el anonimato que le daba su condición para barrer durante la lecciones y aprender oyendo las lecciones que se impartían y convirtiendo el anonimato en un arte inigualable.
Con el tiempo demostró una habilidad superior a la de muchos monjes y una visión del mundo muy peculiar que le hacían un individuo único y muy útil en las misiones de campo, con el tiempo ganó fama y se fue transformando en un modelo a seguir y una leyenda en vida que es idolatrada, temida y respetada por novicios y priores.
Muchas de sus hazañas son recordadas y usadas como ejemplos en la orden. Es el responsable que la guerra entre Omnia y Efebia no se concretara al sabotear la "Tortuga", el primer tanque del mundodisco (Dioses Menores); también se dice que fue quien herró a mitad de camino el caballo del mensajero en la guerra de la Cinco Ciudades cuando perdió una herradura (referencia a un proverbio del Libro de las Virtudes " Por falta de un clavo se perdió una herradura, por falta de una herradura, se perdió un caballo, por falta de un caballo, se perdió una batalla, por falta de una batalla, se perdió un reino."), es también quien entró en una ciudadela llena de hombres armados y trampas y se aseguró de que el Pash de Muntab se atragantara inocentemente con un hueso de pez; es conocido por ser el único hombre a quien Janda Trapp, Gran Maestro de Okidoki, Toro-fu y Changfu (artes marciales del disco) ha cedido el paso; es también quien guio a Sam Vimes en su viaje al pasado para evitar que la historia se distorsionara con la muerte del Sargento John Keel quien fuera el maestro y modelo a seguir de Vimes y uno de los participantes clave de una revuelta que dirigió la historia de la ciudad hacia lo que es en el presente.
Aun así, al pasar el tiempo Lu-Tze se sintió perdido y fuera de lugar tras vivir bajo las enseñanzas de Wen, sintiendo que ese no era el camino que él necesitaba para comprender el mundo, inició un viaje que lo llevó a Ankh-Morpork, donde se hospedó con la Señora Marietta Cosmopillita, una mujer de carácter fuerte con una opinión sobre todo tema posible; inverosímilmente Lu-Tze encontró en sus dichos y comentarios irónicos la sabiduría que era incapaz de ver en los rollos del monasterio, por lo que vivió en la ciudad hasta que obtuvo lo suficiente de su casera para llenar un pequeño manuscrito con frases del cual nunca se separa. Tras volver al monasterio quedó claro para todos que Lu-Tze seguía un camino diferente que según veían le daba un tremendo poder y una sabiduría misteriosa para todos y que lo convertían en un individuo digno de respeto, aunque imas incomprensible que en el pasado, es normal que cuando un novicio pregunte a un monje por el camino de Lu-Tze su respuesta sea: "Es el Camino de la Sra. Marietta Cosmopilite, Calle Quirm 3, Ankh-Morpork, Habitaciones Para Alquilar, Muy Razonable. No, no lo comprendemos tampoco. Alguna basura subliminal, aparentemente."
Hasta el momento el único fracaso en la vida de Lu-Tze ha sido fallar al detener hace siglos la construcción de un reloj de cristal por parte de un científico loco en Überwald, como parte de un plan ideado por lo auditores de la realidad para detener el tiempo y asumir el control de la realidad, sus esfuerzos fueron infructuosos, pero fracasó ya que Überwald es zona de científicos locos y villanos por lo que fue incapaz de localizar a tiempo en cual de todos los castillos era construido, este artefacto destruyó la historia y obligó a los monjes a reestructurarla de una forma casi improvisada, quedado en un estado frágil y débil. Este fracaso sería el gran remordimiento de Lu-Tzé, por lo que siglos después al enterarse de que en Ankh-Morpork era construía nuevamente esta máquina viajó con Lobsang Ludd su discípulo (cuya madre es Tiempo y su padre Wen, el fundador del monasterio) y los detuvo, logrando además Lobsang asumiera el lugar de su madre y reconstruyera la historia desde un inicio.

## El Camino de la Sra. Marietta Cosmopilita
Debido a que en palabras de Lu-Tze "El hombre sabio no busca ilustración, la espera", decide buscar la perplejidad mientras esperaba la ilustración ya que le sonaba más divertido, para ello emprende un viaje a Ankh-Morpork, donde conoce a la Sra. Cosmopilita y al descubrir en sus palabras la sabiduría de Wen, decide quedarse y aprender de ella. Luego de tres meses de aprenzaje regresa a Oi Dong con su camino claro.
Algunos Koans del Camino de la Sra. Cosmopilite:
- "Oh, eres tan agudo que te cortarás a ti mismo uno de estos días"
- "Olvidaría mi propia cabeza si no estuviera clavada"
- "Hay muchos logros sobre los que no sabemos, en mi opinión"
- "Hay un Tiempo y un Lugar para Todo"
- "Tengo solamente un par de manos"
- "Nunca llueve pero llueve a cántaros"
- "No puedo tolerar esa clase de cosas".
- "El trabajo duro nunca hizo daño a nadie"
- "Te hace bien salir al aire fresco"
- "Porque sí"
- "No mejorará si lo tocas"
- "Cómelo todo, te rizará el pelo"
- "Todo llega al que espera"
- "No tengo todo el día, sabe"
- "No he nacido ayer"
- "No hay momento como el presente"
- "No puedes contar un libro por su cubierta".
- "Bien, bajaré al pie de nuestra escalera!"
- "Puedes voltearme con una pluma"
- "Tengo un presentimiento en mis aguas"
- "No soy tan verde como cuando tengo el aspecto de una col"
- "Lo que pides, no consigues"
- "Mantente tibio o alcanzarás tu muerte"
- "Cada segundo cuenta"
- "Vivimos y aprendemos"
- "Un pote limpio nunca hierve"
- "Si quieres algo bien hecho tendrás que hacerlo tú mismo"
- "Ver es creer"
- "Haz a los otros como quieres que te hagan a ti"
- "Es asombroso lo que verás si mantienes los ojos abiertos"
- "Cuando tienes que irte, tienes que irte"
- "Siempre debes llevar ropa interior limpia porque nunca sabes si serás atropellado por un carro"
- "Si tomas otro no tendrás apetito para la cena"
- "Nunca sabes qué va a aparecer"

### Regla Número 1
"No actúes imprudentemente cuando te enfrentes a pequeños hombres sonrientes, arrugados y calvos"
Es la regla más importante de los Monjes de la historia y Lu-Tze se encarga de enseñarla y hacer que sea respetada hasta en los rincones más alejados del disco.
- Datos: Q3510547